# Wania Monteiro
Wania Monteiro (ur. 9 sierpnia 1986 w Santa Catarinie na wyspie Santiago) – gimnastyczka artystyczna z Republiki Zielonego Przylądka.
Reprezentowała swój kraj na letnich igrzyskach olimpijskich w wieloboju indywidualnym w Atenach (2004) oraz w Pekinie (2008). W obu przypadkach była chorążym reprezentacji i odpadła na etapie kwalifikacji. Pierwsza gimnastyczka reprezentująca Republikę Zielonego Przylądka na igrzyskach olimpijskich. W 2006, podczas Mistrzostw Afryki w Gimnastyce Artystycznej, zdobyła jeden złoty medal oraz trzy brązy.
Jej trenerką była Elena Atmacheva.